# Res gestae divi Augusti
Res gestae divi Augusti ("De daden van de Goddelijke Augustus") is een propagandatekst waarin keizer Augustus aan het einde van zijn leven zijn politieke en militaire prestaties onder de aandacht bracht. De tekst, die door Augustus eigenhandig zou zijn opgesteld,a) werd via inscripties verspreid over alle provincies van het Romeinse Rijk en werd ook op bronzen platen aangebracht in Augustus' mausoleum. Deze zijn niet bewaard gebleven, maar wel een drietal provinciale inscripties (onder andere Monumentum Ancyranum).

## De tekst
De tekst bestaat uit een korte inleiding, 35 paragrafen en een postume appendix. Hij omvat een breviarium totius imperii ("Kort overzicht van zijn hele bewind")b), waarin vanuit het perspectief van Augustus zelf een overzicht van zijn verdiensten wordt gegeven, niet alleen politiek en militair, maar ook maatschappelijk. De eerste zin luidt als volgt:
Rerum gestarum divi Augusti, quibus orbem terrarum imperio populi Romani subiecit, et inpensarum quas in rem publicam populumque Romanum fecit, incisarum in duabus aheneis pilis, quae sunt Romae positae exemplar subiectum.
"Van de daden van de goddelijke Augustus, waarmee hij de gehele wereld aan het Romeinse volk onderwierp, en van zijn uitgaven voor de staat en het volk van Rome, zoals gegraveerd in twee bronzen pilaren die in Rome zijn opgericht volgt hier een afschrift".
De hoofdtekst wordt meestal in vier gedeelten gezien:
| Par.    | Inhoud |
| ------- | --- |
| 2 – 14  | Politieke carrière. Augustus vermeldt de openbare ambten die hij heeft bekleed en de politieke en militaire eretitels die hij heeft verworven, maar hij somt ook de ambten en eretitels op die hij heeft geweigerd. |
| 15 – 24 | Donaties in geld, goederen of land aan soldaten en burgers. Tevens somt hij de publieke werken en de gladiatorenspelen op die hij met eigen geld heeft bekostigd, een feit waarop in de tekst nadrukkelijk gewezen wordt. |
| 25 – 33 | Militaire overwinningen en allianties, waarbij nogal selectief te werk wordt gegaan. |
| 34 – 35 | Dit gedeelte is in de derde persoon gesteld, en, aldus de tekst, na de dood van Augustus toegevoegd. Het is gesteld als een eerbetoon van de Romeinse bevolking, die hem dankt voor zijn regeerperiode. Verder worden gebouwen die door Augustus zijn begonnen of gerenoveerd opgesomd. Het stelt dat de princeps 600 miljoen denarii uit eigen fondsen heeft opgebracht voor publieke werken. |

## Politieke betekenis
De Res Gestae zijn geschreven aan het eind van de regeerperiode van Augustus en hebben duidelijk een politieke bedoeling. Want hoewel de positie van Augustus vrijwel onaantastbaar was, was die van zijn opvolger, Tiberius dat beslist niet. Bekend zijn onder andere de sarcasmen van Asinius Gallus in de Senaat. Het document is dan ook beslist niet vrij van wat wij tegenwoordig politieke spin noemen. Zo schrijft hij, bijvoorbeeld, dat hij heel Germania tot aan de Elbe heeft onderworpen en de volkeren daar met vriendschapsverdragen aan zich heeft verbonden, en gaat er prat op verloren gegane standaarden te hebben terugveroverd, maar over de ondergang van Publius Quinctilius Varus zwijgt hij als het graf.
Kort na de dood van Augustus zien we overal in het Romeinse Rijk een Augustus-cultus opduiken, niet alleen in de provincie, zoals in Ancyra (Ankara), maar ook in bijvoorbeeld Herculaneum, waar de cultusruimte met zijn schitterende wandschilderingen bewaard is gebleven. De Res Gestae lijkt vooral geschreven te zijn met het doel deze cultus te onderbouwen.
Ook met de Res Gestae zelf probeerde Augustus zijn erfenis te verstevigen, hij weet op welke twee groepen hij zijn pijlen moet richten, de rijke elite en het plebs. Voor iedere groep zijn er verschillende mededelingen en prestaties verteld. Voor het plebs heeft de keizer de graantekorten opgelost en gesubsidieerd, spelen georganiseerd, geld gegeven aan het volk namens Julius Caesar en zichzelf en later ook land herverdeeld voor soldaten. Er zijn vele tempels en andere publieke gebouwen gerestaureerd. En ook heeft Augustus van Spanje tot Perzië, van Ethiopië tot aan de Elbe gevochten en gewonnen en vele koningen laten buigen voor de Romeinen.
Voor de senatoren zijn al deze wapenfeiten niet verkeerd, zeker de buitenlandse overwinningen niet, maar wat voor hen echt belangrijk is, is respect voor republikeinse tradities en voor henzelf als groep. Ook hier maakt de keizer claims over. Hij wist de staat te bevrijden van een factie, hij wees overvloedige triomftochten af, evenals het dictatorschap en ambten die “in strijd waren met de Romeinse traditie”. Als grootste gebaar heeft Augustus zijn macht opgegeven nadat alle gevaren geweken waren. Naast deze propaganda van macht afstaan aan de senaat sloot Augustus verschillende compromissen die het mogelijk maakten voor senatoren om voorheen machtige functies uit te oefenen zoals consul en vooral ook proconsul in de provincies. Op deze manier had de keizer een monopolie op de machtigste positie maar geen monopolie op ambten en aanzien, ook al zou elke senator altijd ver onder Augustus staan. De armen kocht Augustus om met brood en spelen, de rijken werden gepaaid met respect voor een republikeinse façade en genoeg ruimte om zelf functies te bekleden.
In de inleiding van het document wordt verhaald hoe hij op 19-jarige leeftijd een leger ronselde en strijd leverde om de staat van de willekeur van een politieke partij te bevrijden. De herinnering aan de verschrikkingen van de burgeroorlog en de corruptie en het machtsmisbruik van de late republiek hebben Augustus ervan overtuigd dat alleen een verlicht despoot, zoals dat later heette, de Res Publica in goede banen kon leiden. Zijn opvolger zou, als hij niet op de een of andere manier een goddelijk mandaat krijgt, zeer zwak zijn en een nieuwe burgeroorlog bijna onvermijdelijk. Door zichzelf (postuum) als godheid te presenteren, verleent hij Tiberius het goddelijk aureool dat deze nodig heeft om zich als onbetwist alleenheerser te kunnen handhaven.
Tevens legt Augustus echter, door het goede, goddelijke, voorbeeld te geven, de lat voor zijn opvolger vrij hoog voor wat betreft de verwachtingen die aan een Caesar gesteld mogen worden. Een goede graanvoorziening en spelen (ofwel, panem et circenses) krijgen een plaats naast het bouwen van publieke gebouwen, baden en theaters en militaire inspanningen. Ook goede relaties met de Senaat en de Patriciërs komen regelmatig terug, want de positie van de princeps is in die tijd als "eerste onder zijns gelijken" gebaseerd op een delicaat machtsevenwicht. Zodoende poogt Augustus over het graf heen zijn invloed uit te oefenen.

## Inscripties

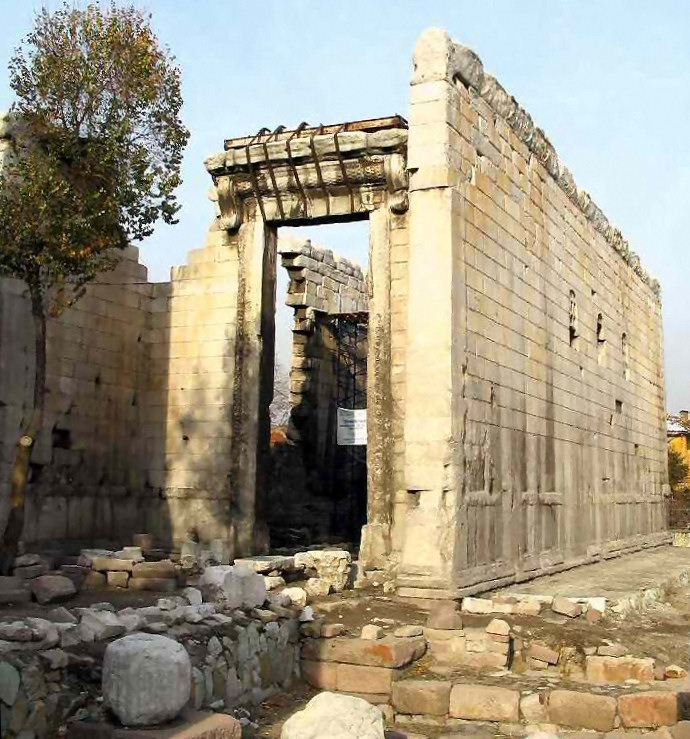
Monumentum Ancyranum (Ankara)

- Monumentum Ancyranum: Deze incriptie bevond zich oorspronkelijk in de muur van de tempel van Augustus en Roma in Ancyra, het huidige Ankara, de hoofdstad van de provincie Galatië. Deze tekst bevat een grotendeels complete versie in zowel het Latijn als een Griekse vertaling, en is daarom van grote betekenis. Theodor Mommsen noemde deze versie de koningin van de antieke inscripties.[2] De inscriptie werd in 1555 door Ogier Gisleen van Busbeke, een gezant van keizer Ferdinand I van Oostenrijk, ontdekt en verscheen in 1847 voor het eerst in druk, uitgegeven door August Wilhelm Zumpt.

- Monumentum Apolloniense: Deze zeer fragmentarische bewaard gebleven versie bevat alleen een Griekse vertaling en is afkomstig uit de stad Apollonia in Pisidië. De eerste fragmenten van de inscriptie werden in 1821 gevonden. In 1930 werden meer delen blootgelegd. Het fragment is afkomstig van een sokkel waarop beelden van Augustus, Livia, Tiberius, Germanicus en Drusus minor, de zoon van Tiberius, stonden.

- Monumentum Antiochenum: Ook deze inscriptie is slechts fragmentarisch bewaard gebleven en komt uit Antiochia, dat eveneens in Pisidië ligt, waar voor het eerst in 1914 fragmenten werden ontdekt. Latere vondsten in 1926 completeerden de inscriptie enigszins. Waar de tekst oorspronkelijk was aangebracht is niet duidelijk.

Door de drie bekende versies te vergelijken is het mogelijk een praktisch complete versie van de Res Gestae te reconstrueren.

## Antieke bronnen
a) Ann. I 11.4.

b) Suetonius, Aug. 101.

## Nederlandse vertalingen
- Augustus. Mijn daden, vert. Ivo Gay, 1998. ISBN 9069351242
- Augustus. Mijn wapenfeiten, vertaald uit het Latijn en het Grieks door Vincent Hunink, 2019. ISBN 9789087048235